# Cinnyris bifasciatus
Cinnyris bifasciatus là một loài chim trong họ Nectariniidae.